# Mipseltyrus levini
Mipseltyrus levini är en skalbaggsart som beskrevs av Chandler 1978. Mipseltyrus levini ingår i släktet Mipseltyrus och familjen kortvingar. Inga underarter finns listade i Catalogue of Life.